# Буковно
Буко̀вно (на полски: Bukowno) е град в Южна Полша, Малополско войводство, Олкушки окръг. Административно е обособен в самостоятелна градска община с площ 64,59 км2.

## История
Селището получава градски права през 1962 г.

## Население
Според данни от полската Централна статистическа служба, към 1 януари 2014 г. населението на града възлиза на 10 411 души. Гъстотата е 161 души/км2.

## Градове партньори
Към 13 октомври 2014 г. Буковно има договори за партньорство с два града.
- Чаплина, Босна и Херцеговина
- Руднани, Словакия